# Ограничение по военной службе
Ограничение по военной службе — вид уголовного наказания, заключающийся в удержании из денежного довольствия военнослужащего, совершившего преступление, в доход государства и ограничении в повышении в воинском звании.

## Ограничение по военной службе вроссийском праве

### Общие положения
Ограничение по военной службе является новым видом наказания в уголовном законодательстве Российской Федерации. Данный вид наказания был включён в УК с целью дать возможность военнослужащим, которые совершили преступления небольшой тяжести, продолжить нести военную службу (что целесообразно, например, если они являются высококвалифицированными специалистами в своей области военного дела); исправление при этом достигается за счёт лишения осуждённого благ материального и нематериального характера, связанных с прохождением службы.
Правовое регулирование данного института осуществляется статьями 44 и 51 Уголовного кодекса Российской Федерации 1996 года, где говорится о том, что ограничение по военной службе назначается осуждённым военнослужащим, проходящим военную службу по контракту, на срок от трёх месяцев до двух лет, а также осуждённым военнослужащим, проходящим военную службу по контракту, вместо исправительных работ на срок от 2 месяцев до 2 лет. При этом из денежного довольствия осуждённого производятся удержания в доход государства в размере, установленном приговором суда, но не свыше двадцати процентов. Во время отбывания этого наказания осуждённый не может быть повышен в должности, воинском звании, а срок наказания не засчитывается в срок выслуги лет для присвоения очередного воинского звания. Ограничение по военной службе назначается только в качестве основного вида наказания.
Данный вид наказания может применяться ко всем категориям военнослужащих, поступивших на военную службу по контракту: офицерам, прапорщикам и мичманам, курсантам военных образовательных учреждений профессионального образования, сержантам и старшинам, солдатам и матросам в течение всего периода прохождения ими военной службы. Наказание может применяться к лицам, проходящим службу в Вооруженных Силах РФ, а также в Федеральной службе войск Национальной гвардии РФ, в войсках гражданской обороны, инженерно-технических и дорожно-строительных воинских формированиях при федеральных органах исполнительной власти, Службе внешней разведки РФ, органах федеральной службы безопасности, федеральной службе охраны, воинских комиссариатах, воинских подразделениях федеральной противопожарной службы и создаваемых на военное время специальных формированиях.
Схожими видами наказания являются исправительные работы, которые назначаются гражданам, не находящимся на военной службе и не имеющим основного места работы или учёбы. Осуждённые к исправительным работам подлежат принудительному трудоустройству, из их заработка также подлежит удержанию в доход государства определённая доля.
Закон не содержит положений, касающихся замены данного вида наказания в случае, если осуждённый злостно уклоняется от его исполнения.

### Исполнение наказания
Порядок исполнения наказания в виде ограничения по военной службе урегулирован в главе 18 Уголовно-исполнительного кодекса Российской Федерации 1996 года. После вынесения соответствующего приговора суда, его копия направляется командиру воинской части, который не позднее трёх дней издаёт приказ, в котором указывается:
- на каком основании и в течение какого срока осуждённый военнослужащий не представляется к повышению в должности и присвоению воинского звания;
- какой срок ему не засчитывается в срок выслуги лет для присвоения очередного воинского звания;
- в каком размере должны производиться согласно приговору суда удержания в соответствующий бюджет из его денежного содержания в период отбывания им ограничения по военной службе.

Данный приказ объявляется по воинской части, доводится до сведения осуждённого военнослужащего и принимается к исполнению.
Установленный приговором суда размер удержания из денежного содержания осужденного военнослужащего исчисляется из:
- должностного оклада;
- оклада по воинскому званию;
- ежемесячных и иных надбавок;
- других дополнительных денежных выплат.

Если с учетом характера совершенного преступления и иных обстоятельств осужденный военнослужащий не может быть оставлен в должности, связанной с руководством подчиненными, он по решению соответствующего командира воинской части перемещается на другую должность как в пределах воинской части, так и в связи с переводом в другую часть или местность, о чем извещается суд, вынесший приговор.
С осужденными военнослужащими командиром воинской части проводится воспитательная работа с учетом характера и степени общественной опасности совершенного преступления, личности осужденного военнослужащего, а также его поведения и отношения к военной службе.
Не позднее чем за три дня до истечения установленного приговором суда и объявленного приказом по воинской части срока ограничения по военной службе командир воинской части издает приказ о прекращении исполнения наказания в виде ограничения по военной службе с указанием даты прекращения. Копия приказа направляется в суд, вынесший приговор.
Если до истечения установленного приговором суда срока наказания осуждённый военнослужащий был уволен с военной службы, командир воинской части направляет представление в суд о замене оставшейся неотбытой части наказания более мягким видом наказания либо об освобождении от наказания.

### Практика применения
На практике данный вид наказания применяется судами крайне редко.

## Ограничение по военной службе в праве Украины
Согласно ст. 58 УК Украины, ограничение по военной службе применяется ко всем военнослужащим, кроме проходящих срочную службу, на срок от 6 месяцев до 2 лет в случае, если это наказание предусмотрено санкцией статьи Особенной части кодекса, а также в порядке замены ограничения свободы или лишения свободы на срок не более 2 лет.
Предусматривается удержание из денежного довольствия осуждённого в доход государства в размере от 10 до 20%. Осуждённый в период отбывания наказания не может быть повышен в должности, в воинском звании, а срок наказания не засчитывается ему в срок выслуги лет для присвоения очередного воинского звания.

## Ограничение по военной службе в праве Белоруссии
Согласно ст. 53 УК Республики Беларусь, ограничение по военной службе назначается офицерам и иным военнослужащим, проходящим военную службу по контракту, на срок от трех месяцев до двух лет в случаях, предусмотренных  статьями Особенной части Кодекса за совершение воинских преступлений, а также вместо исправительных работ, предусмотренных за иные преступления.
Из денежного содержания осужденного к ограничению по военной службе производится удержание в доход государства в размере, установленном приговором суда, в пределах от десяти до двадцати пяти процентов. Во время отбывания этого наказания осужденный не может быть повышен в должности, воинском звании, а срок наказания не засчитывается в срок выслуги лет для присвоения очередного воинского звания.
Ограничение по военной службе не может быть назначено:
- лицам, имеющим выслугу лет для назначения пенсии, либо достигшим предельного возраста состояния на военной службе, либо имеющим право на увольнение по состоянию здоровья;
- беременным женщинам;
- лицам, находящимся в отпуске по уходу за ребенком.

В случае возникновения в период отбывания лицом наказания в виде ограничения по военной службе обстоятельств, предусмотренных частью третьей настоящей статьи, а также других обстоятельств, являющихся основанием для увольнения с военной службы в соответствии с законодательством, суд по представлению органа, на который возложено исполнение приговора, освобождает лицо от дальнейшего отбывания наказания или заменяет неотбытую часть наказания на более мягкое наказание.